# Botfalu (Románia)
Botfalu (románul Bod, németül Brenndorf) falu Romániában, Brassó megyében, Brassótól 17 km-re északra.

## Története
1377-ben Bringendorf néven említik. Vára a mai evangélikus templom volt, melyet fallal és toronnyal erősítettek meg. 1611-ben Báthori vezére eredménytelenül ostromolta. 1612-ben székely katonák kemény ostromban vették be. Az 1802-es földrengés következtében a vár leomlott, csak egy fal szeglete maradt meg belőle. 1848-ban a huszárok foglalták el sérült falait már nem állították helyre. Mára csak a templom emlékeztet az egykori várra. 1889-ben alapították a cukorgyárat. 1910-ben 2399, többségben német lakosa volt, jelentős román kisebbséggel. A trianoni békeszerződésig Brassó vármegye Alvidéki járásához tartozott. 1942 januárjában itt mérték Románia eddig feljegyzett legalacsonyabb hőmérsékletét, -38,5 °C-ot.
1956-ban a településből különvált az ipari negyed Botfalusi Cukorgyártelep néven, de továbbra is egy községet alkotnak.
1992-ben a község 4028 lakosából 3117 román, 617 magyar, 166 német és 119 cigány volt.
2017-től minden év májusában megrendezik a Blumenfestet, mely feleleveníti a régi szászok tavaszi ünnepeit.

## Hírközlés
Ezen a helyen működik a brassó–botfalui hosszúhullámú rádióadó. Eredetileg 1933-ban Marconi-típusú elektroncsöves adóként épült. A hosszúhullámú adó a 153 kHz frekvencián a Radio Antena Satelor műsorát továbbítja 200 kW teljesítménnyel. Van két középhullámú adója is.
- 576 kHz-es 50 kW teljesítménnyel a Radio România Actualităţi műsorát továbbítja.
- 1197 kHz frekvencián 14 kW teljesítménnyel négy műsort megosztva közvetít:

Radio Târgu Mureş
Antena Braşovului
Marosvásárhelyi Rádió
Radio Neumarkt
tehát magyarul is és németül is.
Az adó fénykorában (1965 után) két 250 m magas toronyból 1200 kW teljesítménnyel sugárzott. Az adóvégfokozat elektroncsöves Thomson-Houston berendezés volt. Ezt 2003-ban félvezetős végfokozatra cserélték, azóta teljesítménye csupán 200 kW

## Híres emberek
- Itt született 1935-ben Binder Pál történész.